# Intertoto Cup 1994
De Intertoto Cup van 1994 werd voor de laatste keer in de toenmalige vorm georganiseerd. Sinds 1967 was het een mogelijkheid voor ploegen om in de zomer te blijven voetballen. Er waren enkel groepswedstrijden omdat het onhaalbaar bleek nog knock-outronden te spelen na de zomerstop. Clubs hadden daarvoor een te druk programma en de UEFA bepaalde dat ploegen die aan UEFA-toernooien zoals de twee edities van de Europa Cup meededen, niet mochten deelnemen aan andere toernooien.
Vanaf 1995 zou de UEFA de regie van het toernooi overnemen en het verbinden aan het UEFA Cup toernooi. Er zouden dan ook weer knock-outwedstrijden gespeeld worden, voor het eerst sinds 1967. Deze ronden liepen echter niet door tot en met de finale, maar er waren vanaf 1995 meerdere winnaars die doorstroomden naar de voorronden van de UEFA Cup.
Aan deze editie van het toernooi deden 40 ploegen mee, net als het jaar daarvoor. Er waren weer acht groepen van vijf teams. Er werd gespeeld in een halve competitie, dus elk team speelde vier wedstrijden. Loting bepaalde wanneer en tegen wie een team uit of thuis speelde. Er deden zes ploegen mee uit Denemarken; vijf uit Duitsland, Zweden en Zwitserland; vier uit Oostenrijk; drie uit Slowakije en Tsjechië; twee uit Hongarije, Israël en Nederland en één uit Bulgarije, Frankrijk en Roemenië.
AIK Stockholm uit Zweden haalde bij deze laatste poule-editie de hoogste score: zeven punten.

## Eindstanden

### Groep 1
| plaats | Club            | Doelpunten | Punten |
| ------ | --------------- | ---------- | ------ |
| 1.     | Halmstads BK    | 5 : 5      | 5      |
| 2.     | Lokomotiv Sofia | 10 : 11    | 5      |
| 3.     | Maccabi Netanya | 5 : 5      | 4      |
| 4.     | Sparta Praag    | 8 : 7      | 3      |
| 5.     | Silkeborg IF    | 8 : 8      | 3      |

### Groep 2
| plaats | Club                  | Doelpunten | Punten |
| ------ | --------------------- | ---------- | ------ |
| 1.     | BSC Young Boys Bern   | 6 : 2      | 6      |
| 2.     | Hapoel Beer-Sheva     | 9 : 5      | 5      |
| 3.     | Electroputere Craiova | 6 : 3      | 5      |
| 4.     | Karlsruher SC         | 2 : 4      | 3      |
| 5.     | BK Häcken             | 3 : 12     | 1      |

### Groep 3
| plaats | Club             | Doelpunten | Punten |
| ------ | ---------------- | ---------- | ------ |
| 1.     | AIK Solna        | 9 : 5      | 7      |
| 2.     | Bayer Leverkusen | 8 : 6      | 4      |
| 3.     | Sparta Rotterdam | 6 : 6      | 3      |
| 4.     | Lausanne Sports  | 3 : 5      | 3      |
| 5.     | Tirol Innsbruck  | 1 : 5      | 1      |

De wedstrijd Tirol Innsbruck vs. Sparta werd na 25 minuten gestaakt door regen, dus beide clubs hebben één wedstrijd minder gespeeld.

### Groep 4
| plaats | Club                       | Doelpunten | Punten |
| ------ | -------------------------- | ---------- | ------ |
| 1.     | Hamburger SV               | 11 : 5     | 6      |
| 2.     | Vaci Izzo MTE              | 10 : 5     | 6      |
| 3.     | SK Dynamo České Budějovice | 5 : 4      | 5      |
| 4.     | Inter Bratislava           | 5 : 8      | 2      |
| 5.     | Ikast FS                   | 3 : 12     | 1      |

### Groep 5
| plaats | Club                     | Doelpunten | Punten |
| ------ | ------------------------ | ---------- | ------ |
| 1.     | Békéscsaba 1912 Előre SE | 14 : 7     | 6      |
| 2.     | OB Odense                | 11 : 6     | 4      |
| 3.     | Rapid Wien               | 4 : 6      | 4      |
| 4.     | Dynamo Dresden           | 6 : 6      | 3      |
| 5.     | FC Sion                  | 6 : 16     | 3      |

### Groep 6
| plaats | Club               | Doelpunten | Punten |
| ------ | ------------------ | ---------- | ------ |
| 1.     | Slovan Bratislava  | 9 : 5      | 5      |
| 2.     | Slavia Praag       | 9 : 6      | 5      |
| 3.     | Servette FC Genève | 5 : 8      | 4      |
| 4.     | Brondby IF         | 7 : 9      | 3      |
| 5.     | Admira Wacker      | 3 : 5      | 3      |

### Groep 7
| plaats | Club                | Doelpunten | Punten |
| ------ | ------------------- | ---------- | ------ |
| 1.     | Grasshopper-Club    | 9 : 2      | 6      |
| 2.     | Trelleborgs FF      | 8 : 4      | 6      |
| 3.     | Aalborg BK          | 6 : 9      | 4      |
| 4.     | MSV Duisburg        | 4 : 8      | 2      |
| 5.     | DAC Dunajska Streda | 3 : 7      | 2      |

### Groep 8
| plaats | Club           | Doelpunten | Punten |
| ------ | -------------- | ---------- | ------ |
| 1.     | Austria Wien   | 7 : 3      | 5      |
| 2.     | IFK Norrköping | 7 : 5      | 5      |
| 3.     | Willem II      | 4 : 7      | 4      |
| 4.     | SM Caen        | 5 : 6      | 3      |
| 5.     | lyngby BK      | 6 : 8      | 3      |